# Province de San Pablo
Pour les articles homonymes, voir San Pablo.
La province de San Pablo (en espagnol : Provincia de San Pablo) est l'une des treize provinces de la région de Cajamarca, au nord-ouest du Pérou. Son chef-lieu est la ville de San Pablo. Elle fait partie du diocèse de Cajamarca.

## Géographie
La province couvre une superficie de 672,29 km2. Elle est limitée au nord par la province de Hualgayoc, à l'est par la province de Cajamarca, au sud par la province de Contumazá et à l'ouest par la San Miguel.

## Population
La population de la province s'élevait à 23 114 habitants en 2007.

## Subdivisions
La province de San Pablo est divisée en quatre districts :
- San Bernardino
- San Luis
- San Pablo
- Tumbaden